# 協立病院 (徳島県)
医療法人清和会 協立病院（いりょうほうじん せいわかい きょうりつびょういん）は、徳島県徳島市八万町にある病院。
救急告示病院に指定されている。

## 沿革
（この節の出典）
- 1973年（昭和48年） - 11月10日 - 徳島市八万町橋本に協立病院開設。
- 1978年（昭和53年）9月4日 - 徳島市上八万町中山に協立病院園瀬分院を開設。
- 1989年（平成元年）5月18日 - 老人保健施設清寿園を開設。
- 1990年（平成2年）3月26日 - きょうりつほいくじょを開設。
- 1999年（平成11年）8月1日 - 三好市三野町加茂野宮に老人保健施設ふれあいを開設。
- 2002年（平成14年）1月1日 - 協立病院病棟新築工事完成（分院統合、326床）。
- 2008年（平成20年）2月1日 - 協立病院新館（外来診療部門、リハビリセンター、特別室）完成。
- 2015年（平成27年）9月1日 - 回復期リハビリ病棟46床を開設。
- 2017年（平成29年）1月15日 - 徳島市八万町橋本にきょうりつほいくじょを新築移転。
- 2022年（令和4年）
  - 2月1日 - 徳島市八万町寺山に訪問看護ステーションきょうりつを開設。
  - 5月1日 - 徳島市八万町寺山に協立病院新築移転。
- 2023年（令和5年）11月1日 - 徳島市八万町橋本に介護老人保健施設清寿園、グループホームかがやき、グループホームかがやき2号館を移転。

## 診療科
- 脳神経外科
- 内科
- 整形外科
- 泌尿器科
- 婦人科
- 皮膚科
- 循環器内科
- 外科

## 医療機関の認定
- 保険医療機関[4]
- 指定自立支援医療機関（更生医療）[4]
- 指定自立支援医療機関（精神通院医療）[4]
- 身体障害者福祉法指定医の配置されている医療機関[4]
- 生活保護法指定医療機関[4]
- 原子爆弾被害者一般疾病医療取扱医療機関[4]
- 母体保護法指定医の配置されている医療機関[4]
- 労災保険指定医療機関[4]

## 関連施設
企業主導型保育所
- きょうりつさくらほいくしょ - 徳島市八万町橋本85番地1

介護老人保健施設
- 清寿園 - 徳島市八万町橋本92番地1
- ふれあい - 三好市三野町加茂野宮字東王地1509-1

グループホーム
- かがやき - 徳島市八万町橋本92番地1
- かがやき2号館 - 徳島市八万町橋本92番地1
- ふれあい三野 - 三好市三野町加茂野宮字東王地1551-2

居宅介護支援事業所
- かがやき - 徳島市八万町橋本92番地の1

訪問看護ステーション
- きょうりつ - 徳島市八万町寺山13番地2

## 交通
- 四国旅客鉄道（JR四国）高徳線・牟岐線「徳島駅」より車で約13分。
- 四国旅客鉄道（JR四国）牟岐線「文化の森駅」より車で約5分。
- 四国旅客鉄道（JR四国）牟岐線「文化の森駅」より徒歩で約28分。
- 徳島市営バス（徳島バスに委託）「協立病院前」停留所より徒歩0分。